# Daft Punk
Daft Punk (prononcé en anglais : [dæft pʌŋk]) est un groupe français de musique électronique, originaire de Paris. Composé de Thomas Bangalter et Guy-Manuel de Homem-Christo, le groupe est actif entre 1993 et 2021 et participe à la création et à la démocratisation du mouvement de musique électronique baptisé French touch. Le duo fait partie des artistes français s'exportant le mieux à l'étranger et ce, depuis la sortie de leur premier véritable succès, Da Funk, en 1996. Une des originalités de Daft Punk est la culture de leur notoriété d'artistes indépendants et sans visage, portant toujours en public des casques et des costumes. Ils s'inspirent sur ce point du film Phantom of the Paradise de Brian De Palma.

## Biographie
Daft Punk sort son premier album intitulé Homework en 1997. Le second album, commercialisé en 2001, s'intitule Discovery. Il comprend des succès tels que One More Time, Digital Love et Harder, Better, Faster, Stronger. Un troisième album voit le jour en 2006, et est nommé Human After All[réf. nécessaire].
Le duo a également composé en 2010 la bande son du film Tron : L'Héritage. En 2013, Daft Punk quitte EMI pour signer avec le label Columbia Records et sortir un album intitulé Random Access Memories, qui remporte un important succès international et six Grammy Awards, dont celui du meilleur album de l'année, alors que la chanson Get Lucky triomphe dans le monde entier[réf. nécessaire].
Le 22 février 2021, ils annoncent la séparation de leur duo dans une vidéo intitulée Epilogue, après vingt-huit ans de carrière[réf. nécessaire].

### Débuts (1987-1997)
C'est en 1986, à la section collège du lycée Carnot dans le 17e arrondissement de Paris, que  Thomas Bangalter et Guy-Manuel de Homem-Christo se rencontrent. En 1992, les deux hommes fondent avec Laurent Brancowitz, futur guitariste du groupe Phoenix, un groupe de rock nommé Darlin', en hommage à la chanson des Beach Boys.
Ils enregistrent leur premier single homonyme, Darlin' sur le label discographique indépendant anglais Duophonic. Ce 45 tours contient deux titres : Darlin' et Cindy so Loud. Le succès n'est pas au rendez-vous, le titre se vend à un millier d'exemplaires, et le groupe n'a quasiment aucune incidence sur la scène française. En mai 1993, une critique du magazine britannique Melody Maker qualifiera la musique du groupe de « daft punky thrash »,, ce qui donnera à Thomas et Guy-Manuel l’idée de nommer leur futur duo « Daft Punk », littéralement « punk idiot ».
En 1993, Thomas Bangalter et Guy-Manuel de Homem-Christo fondent à Paris le duo Daft Punk. Lors d'une rave party sur le toit du Centre Beaubourg, Daft Punk rencontre les responsables du label écossais Soma. En parallèle, Thomas Bangalter et Guy-Manuel de Homem-Christo commencent à travailler sur du matériel électronique tel que l'échantillonneur. Le duo sort un an plus tard, sous le nom Daft Punk, le maxi trois titres The New Wave. À défaut de succès retentissant, la « techno adolescente française » de Daft Punk retient l'attention de quelques journalistes et critiques anglais. L'année 1995 est celle de leur premier succès, le groupe sort le maxi électro-rock Da Funk / Rollin' and Scratchin'. Le titre rencontre le succès et se répand petit à petit dans les clubs d'Europe. Toujours en 1995, Thomas Bangalter crée son label, Roulé, sur lequel il sort le titre Trax On Da Rocks. Daft Punk fait alors la première partie des Chemical Brothers à Londres. En France, le groupe participe à la 17e édition des Trans Musicales de Rennes, l'une de ses très rares apparitions à visages découverts, et est repéré par la maison de disques Virgin ; c'est ainsi qu'il fait une apparition sur la compilation Sourcelab vol.2 du label Source (qui fait partie de Virgin) avec le titre Musique, en 1996. Source est dès lors le premier label à diffuser Daft Punk en France.

### AnnéesHomework(1997-1999)
Le 7 janvier 1997, à la suite de la sortie du single Da Funk, Daft Punk sort son premier album Homework, caractérisé par la house et les rythmes techno inspirés de la scène de Chicago. Celui-ci rencontre le succès : deux millions d'exemplaires se vendent dans trente-cinq pays différents en l'espace de deux mois. La presse généraliste et spécialisée fait l'éloge de l'album, qui conquiert la jeunesse internationale. Le titre Around the World entre dans les charts européens et nord-américains. La réalisation du clip, dans lequel on voit plusieurs groupes de personnages danser au rythme des différents instruments, est signée par le réalisateur Michel Gondry, et la chorégraphie par Blanca Li.
Le groupe acquiert dès lors une notoriété internationale, et entame sa première tournée mondiale de quarante dates d'octobre à décembre 1997. Le spectacle y est aléatoire, le concert durant parfois jusqu'à cinq heures. L'album de musique électronique Homework emblématique de la French touch démocratise la « house filtrée », et ses conditions de mixage parfois aléatoires influèrent sur ce que les critiques appelleront le « son Daft Punk ». Le succès de cet album constitue un tremplin qui permit à d'autres groupes de la scène électronique française et mondiale de se révéler. C’est aussi en 1997 que Guy-Manuel de Homem-Christo lance son propre label Crydamoure.

### Discoveryet gain de notoriété (1999-2003)
En 2001, Daft Punk sort son premier album live intitulé Alive 1997 enregistré à Birmingham en Angleterre, contenant une piste longue de 45 min sans pause, on y retrouve quelques tubes comme Da Funk, Daftendirekt, Rollin' and Scratchin' et Alive.
Toujours en 2001, quatre ans après Homework, un 2e album studio intitulé Discovery est produit. À la fois encensé et critiqué, il entraîne des controverses aussi bien chez les fans de la première heure que chez les journalistes. Orienté pop voire disco, l'album contient de nombreux samples et s'inspire de certaines références culturelles des années 1980. Il laisse aussi une place aux voix transformées à l'aide d'une talkbox : Thomas Bangalter et Guy-Manuel de Homem-Christo s'essaient au chant sur plusieurs titres tels que Digital Love et Harder, Better, Faster, Stronger. Le succès commercial est au rendez-vous. Le groupe obtient deux nominations aux Grammy Awards en 2001. Un peu plus tard, les critiques s'apaisent et l'album fait la quasi-unanimité lorsque sort au cinéma le film d'animation Interstella 5555: The Story of the Secret Star System réalisé au Japon par Kazuhisa Takenouchi ainsi qu'animé et conçu par le créateur de Capitaine Albator Leiji Matsumoto, dont la bande son n'est autre que l'album Discovery.
En 2003, sort Daft Club, un album de remixes de titres des albums Homework et Discovery, réalisés par divers artistes comme Basement Jaxx et Slum Village, ou par Daft Punk eux-mêmes. Au début, l'idée du Daft Club est venue après la sortie de Discovery, les fans se voyaient distribuer des cartes de membres du Daft Club contenant un code personnel permettant de retirer des goodies sur l'ancien site de Daft Punk[réf. nécessaire].

### Human After All(2004-2007)

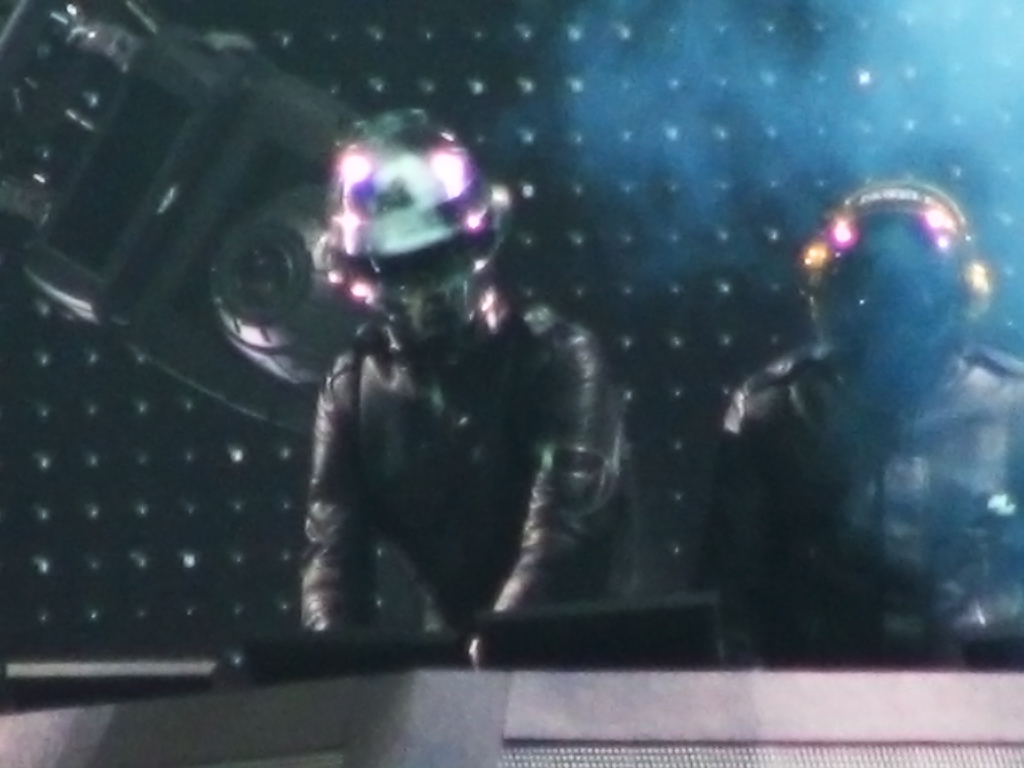
Daft Punk en 2006.

Le 14 mars 2005 sort le troisième album de Daft Punk, Human After All. Alors que le duo revendique par le titre de l'album son « humanité », l'album semble évoquer la fuite de notre société vers la plus complète déshumanisation. Certains titres, comme The Prime Time of Your Life, Television Rules the Nation ou encore Technologic, dégagent quelques clés du concept de Human After All, que les deux musiciens refusent de commenter : « Notre album parle de lui-même » est leur seule déclaration à ce propos. Cependant, l'album reçoit un accueil contrasté et déchaîne une nouvelle fois les critiques d'une partie des fans qui regrettent Homework. Certains le trouvent trop répétitif, sans nouveauté (Robot Rock est ainsi une simple reprise du thème de la chanson Release the Beast de Breakwater) et sans vie (ce qui contraste avec le titre de l'album), alors que d'autres le voient comme un concept album fabuleux et novateur. À noter qu'un album intitulé Human After All: Remixes est sorti au Japon en 2006 et présente des remixes uniques de Human After All.
La tournée Alive 2006/2007 donnant lieu à l'album live Alive 2007, qui comprenait des morceaux de Human After All, de Homework et Discovery, amène beaucoup de gens à réévaluer l'album Human After All,. Pedro Winter, le manager des Daft Punk à l'époque, déclare : « Lorsque nous avons sorti Human After All, j'ai eu beaucoup de mauvaises réactions, du genre : "C'est tellement répétitif. Il n'y a rien de nouveau. Les Daft Punk étaient bons avant". Puis ils sont revenus avec le light show, et tout le monde a fermé sa gueule… Les gens se sont même excusés en disant : "Comment avons-nous pu mal juger les Daft Punk ?". Le live show a tout changé. Même si j'en fais partie, j'aime prendre du recul et l'admirer. Moi, j'ai pleuré ». Thomas Bangalter déclare que l'album « était la musique que nous voulions faire au moment où nous l'avons fait. Nous avons toujours fortement ressenti qu'il y avait une connexion logique entre nos trois albums, et c'est génial de voir que les gens semblent s'en rendre compte quand ils écoutent maintenant le live ».
En 2006, le duo est élu « meilleur DJ du monde » par le Mixmag. Cette même année, le groupe sort son premier best-of de ses trois précédents albums studio, disponible en deux versions : standard et deluxe. Le CD est constitué de onze titres extraits des trois albums studio, de trois remixes réalisés par Daft Punk à l'époque de Homework, ainsi qu'un morceau daté des débuts mais inédit en album : Musique. L'édition deluxe regroupe le CD et un DVD contenant douze clips, dont deux inédits : Robot Rock (Maximum Overdrive), et The Prime Time of Your Life dans un seul coffret. Parallèlement, une tournée commence avec des dates aux États-Unis (Coachella Festival le samedi 29 avril 2006, devant 35 000 personnes), en Belgique (festival Pukkelpop le samedi 19 août 2006), au Japon, au Portugal (Festival Sudoeste) le 5 août 2006, mais aussi en France (les Eurockéennes de Belfort). Seulement neuf dates ont été prévues pour cette tournée. Le groupe se produit niché dans une pyramide au milieu de la scène, habillé de costumes de robots, entouré d'un jeu de lumières dantesque. À l'occasion du Festival de Cannes 2006, Thomas Bangalter et Guy-Manuel de Homem-Christo présentent au public leur premier long métrage (1 h 14), Daft Punk's Electroma, qui raconte la quête d'humanité de deux robots. La particularité commerciale de ce film est de n'être diffusé que dans un seul cinéma en France, le Cinéma du Panthéon à Paris, le samedi à minuit, et ce pendant un an. Le principe est en fait le même que celui des midnight movies où des films expérimentaux étaient diffusés à minuit aux États-Unis dans les années 1970. La voiture utilisée dans le film est mise en vente sur eBay en 2011 afin d'aider les sinistrés du Japon.

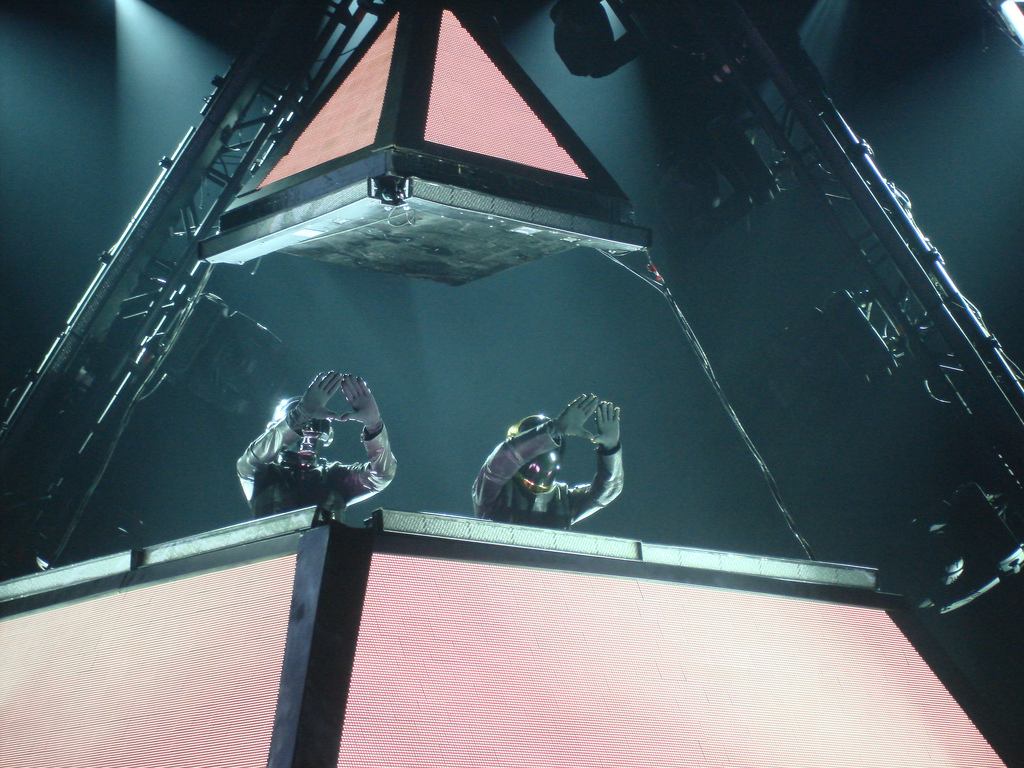
Daft Punk en concert en 2007.

En 2007 sort l'album Alive 2007, qui leur vaudra une nomination dans la catégorie « spectacle musical de l'année » aux Victoires de la musique. Ils enregistrent le live à Paris-Bercy le 14 juin 2007 ; ce dernier comporte 12 titres remixés des trois albums studio. L'album est présenté en deux éditions : la première étant la version normale avec un CD douze titres, et la deuxième, la version deluxe avec un CD douze titres + un CD comprenant la piste Human After All / Together / One More Time / Music Sounds Better With You ainsi que cinquante photos officielles prises au live et la vidéo de Harder, Better, Faster, Stronger où les fans se voient remettre 250 caméras pour filmer la performance de Daft Punk au KeySpan Park à New York le 9 août 2007 sur l'introduction de Television Rules the Nation, clip dirigé par Olivier Gondry, le frère de Michel Gondry. En 2008, ils sont nommés dans la catégorie « spectacle musical » aux Victoires de la musique pour Alive 2007, devancés par Ze Tour de Michel Polnareff. En revanche, ils ont remporté deux Grammy Awards en 2009 : l'un pour Alive 2007 dans la catégorie « meilleur album électronique ou dance » et l'autre pour le single Harder Better Faster Stronger issu de ce même album dans la catégorie « meilleur single électronique ou dance ».

### Tron: L'Héritage(2008-2010)

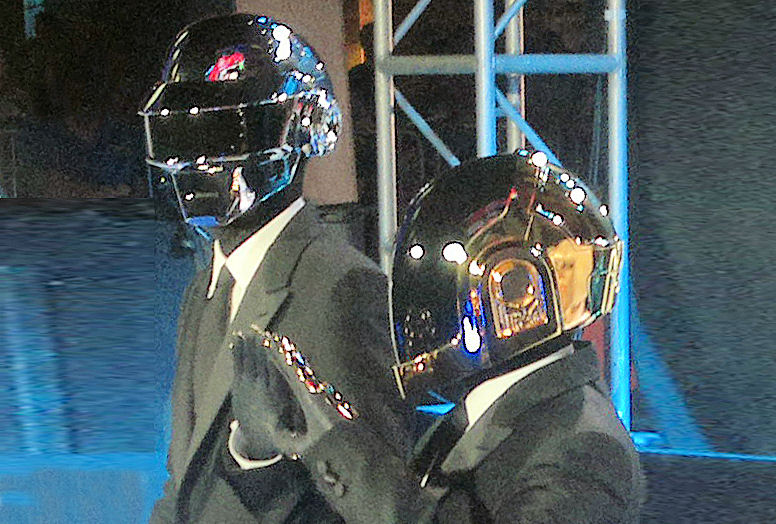
Daft Punk à l'avant-première du film Tron : L'Héritage à Los Angeles en 2010.

Le 4 mars 2009, il est annoncé que le groupe est sélectionné pour composer la bande son de Tron : L'Héritage, en remplacement de Clay Duncan (et en reprenant une partie de son travail, et avec l'aide du studio de Hans Zimmer), la suite du film de science-fiction Tron sorti en 1982. Selon l'actrice Olivia Wilde (jouant dans le film), Daft Punk doit faire une apparition : « Ils sont venus sur le plateau », explique-t-elle, « et ils vont sans doute participer à la promotion du film, en particulier au Comic-Con ». Ceci est confirmé lors de la diffusion de sept minutes du film au San Diego Comic-Con de 2010 où l'on pouvait les voir, ainsi que leurs costumes créés pour l'occasion,. Au Comic-Con de 2009, il est annoncé que le duo avait composé vingt-quatre titres pour la musique de ce film. Fin juillet 2009, Pitchfork, site américain traitant de l'actualité de la musique indépendante, affirme que Daft Punk serait tellement satisfait de leur musique produite pour Tron : L'Héritage qu'il envisagerait une tournée. Toujours fin juillet 2009, un extrait de cette bande-son, qui s'apparenterait à un thème principal, est mis en ligne par plusieurs sites de partage de musique et ainsi disponible à l'écoute gratuitement. Ces morceaux sont finalement des faux. À l'occasion du Comic-Con 2010, six morceaux officiels de la bande originale du film sont dévoilés et mis en ligne par plusieurs sites spécialisés. Walt Disney Records officialise le premier single de la bande originale, le morceau Derezzed, en postant un clip vidéo. Suivent les titres Outlands et Tron : L'Héritage (End Titles). L'album, finalement composé de vingt-deux pistes, est sorti mondialement le 6 décembre 2010.
En novembre 2010, le duo est également confirmé à la bande-son du jeu vidéo Tron: Evolution basé sur le film de science-fiction. Derezzed et The Grid seront ainsi disponibles dans le jeu. Par ailleurs, le duo fait un caméo dans le film, apparaissant dans leurs propres rôles de DJ. L'album est proposé dans la catégorie « Meilleure bande sonore » pour la 54e cérémonie des Grammy Awards. Le 21 octobre 2010, le duo fait une apparition remarquée durant le dernier concert de la tournée américaine de Phoenix au Madison Square Garden à New York, où ils ont interprété plusieurs morceaux avec le groupe. En juillet 2010, le groupe Daft Punk est fait chevalier dans l'ordre des Arts et des Lettres. Le 19 septembre 2011, sort un inédit enregistré en 1994, intitulé Drive.

### Random Access Memories(2013-2014)

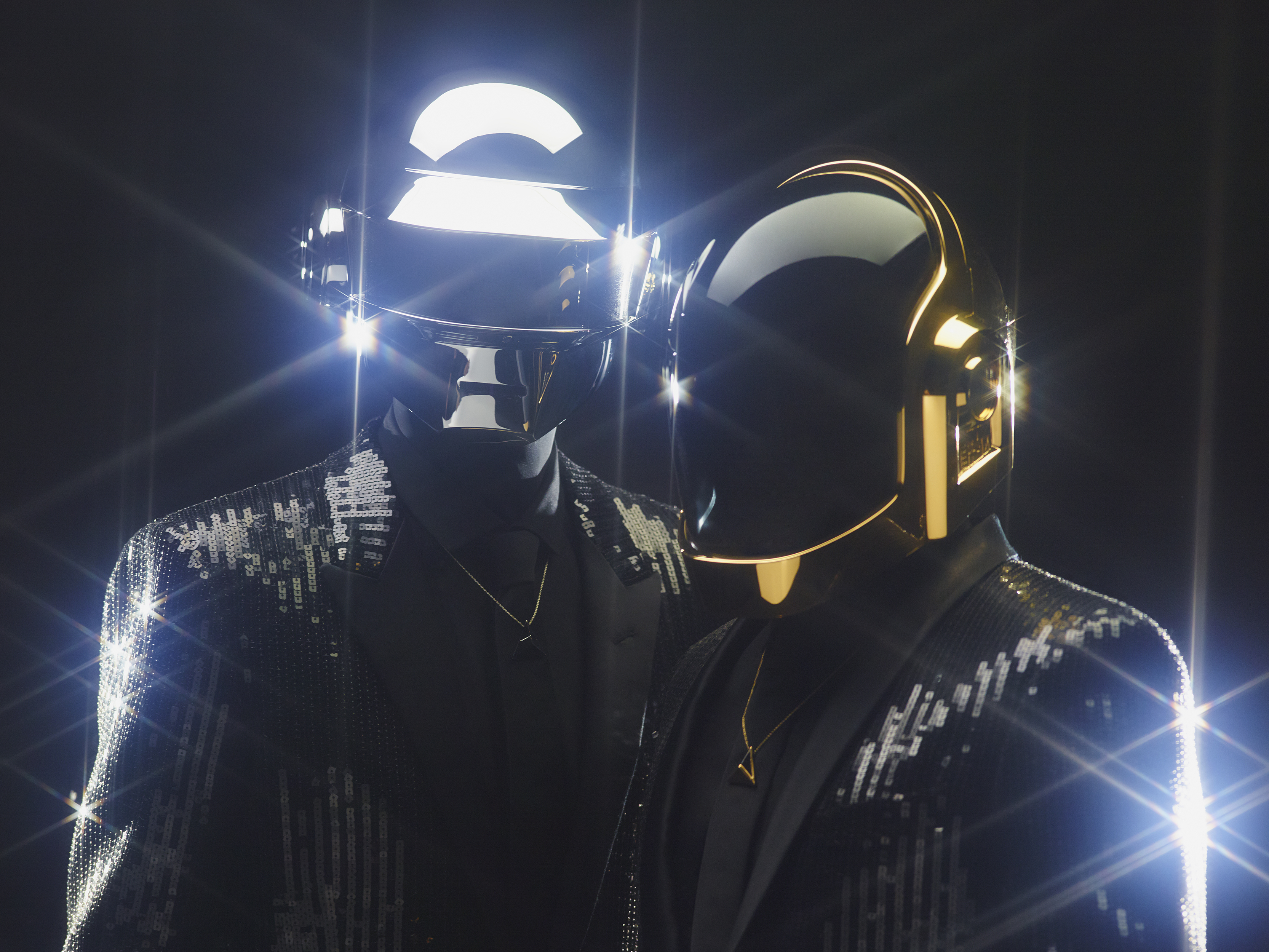
Daft Punk lors de la promotion de l'album Random Access Memories en 2013.

Après les rumeurs de 2012, le groupe change de maison de disque en janvier 2013, signant avec le label Columbia Records. Il dévoile un nouveau visuel et un extrait sonore inédit le 2 mars 2013, dans une courte publicité diffusée durant l'émission Saturday Night Live sur la chaîne NBC (produite par Lorne Michaels), laissant planer l'hypothèse d'un nouvel album. Le 23 mars 2013, le quatrième album est confirmé grâce à la possibilité de précommander l'album sur iTunes. Le même jour, un second teaser de 15 s apparaît, cette fois-ci directement sur le site officiel de Daft Punk, indiquant la date de sortie pour le 21 mai. Ce nouvel album s'intitule Random Access Memories et contient treize titres pour une durée totale de 74 min. Le 13 avril 2013 à l'occasion du festival Coachella, un trailer du premier single issu du nouvel album intitulé Get Lucky est diffusé. Selon la presse, l'album sera dévoilé le 17 mai lors du festival agricole de Wee Waa en Australie. Le 19 avril 2013, le single Get Lucky est devoilé. Ce titre est réalisé en collaboration avec Pharrell Williams et Nile Rodgers. En moins d'une journée, le single se classe numéro 1 des ventes iTunes mondiales. Il se retrouve aussi en première position des classements iTunes nationaux en France, aux États-Unis et au Royaume-Uni entre autres. Le 13 mai 2013, à la suite de la fuite d'une version en basse qualité sur internet, l'album est rendu disponible à l'écoute sur iTunes.
Avec cet album, le groupe remporte cinq Grammy Awards, en janvier 2014 : album de l'année, enregistrement de l'année, meilleure performance pop de groupe (avec Pharrell Williams et Nile Rodgers), meilleur album dance/electro et un prix technique pour le mastering. Le duo français participe à l'écriture du titre Gust of Wind, sorti en octobre 2014 en association avec Pharrell Williams. Le groupe produit également quatre titres sur l'album Yeezus de Kanye West.

### Autres projets et séparation (2015-2021)
En 2015, le documentaire Daft Punk Unchained revient sur la carrière du groupe ; d'abord diffusé sur Canal+ en juin, il sort ensuite en DVD et Blu-ray au mois de novembre. En 2016, le groupe collabore avec le chanteur canadien The Weeknd sur deux chansons, Starboy et I Feel It Coming, comprises dans l'album Starboy de ce dernier, sortant le 25 novembre de cette année-là. En 2017, Daft Punk produit Overnight pour le groupe australien Parcels ; le titre sort le 21 juin.
Le 27 avril 2020, le cinéaste Dario Argento affirme que le groupe travaille sur la bande originale de son prochain film, information démentie par les producteurs du film.
Le 22 février 2021, le groupe annonce sa séparation sur YouTube dans une vidéo intitulée Epilogue contenant des extraits de leur film Daft Punk's Electroma sorti en 2006. Dans celle-ci, les deux robots marchent dans le désert, l'un d'eux enlève sa veste Daft Punk et découvre un mécanisme d'autodestruction dans son dos, que son compère active. Il s'éloigne alors puis explose à la fin d'un compte à rebours. S'affiche ensuite les dates « 1993-2021 » surmontées de deux mains robotiques jointes (symbole déjà été utilisé par les deux robots, notamment lors de leur série de concerts Alive 2007). La scène s'achève sur le fond musical Touch, la chanson parue sur Random Access Memories dans une version légèrement modifiée, tandis que le robot restant marche en direction du soleil couchant.
Kathryn Frazier, l'attachée de presse de longue date du groupe, a confirmé la séparation à Pitchfork et Variety et n'a pas donné de raison,,,.
De nombreux médias internationaux, qu'ils soient spécialisés ou non, réagissent à l'annonce de la séparation en soulignant la dimension « légendaire » du groupe qui a marqué l’histoire de la musique électronique. L’événement remet en lumière le duo et crée un regain d’intérêt pour son œuvre. Les ventes de ses albums numériques explosent, bondissant de 2 650 %, et les écoutes en flux de l'album Discovery de 500 % en vingt-quatre heures.
Une enquête du magazine Society, révèle également une « panne » peu avant l'annonce de leur séparation, alors que les deux musiciens se sont retrouvés en studio, mais que rien n'en est sorti : elle aurait pour cause la dépression de Guy-Manuel de Homem-Christo, alors récemment divorcé.
Le 5 avril 2023, Thomas Bangalter accorde un entretien à France Inter ; il est reçu par Léa Salamé pour la sortie de son album solo Mythologies deux jours plus tard. Pendant l'interview, il donnera une anecdote à propos de Daft Punk, il explique que lorsqu’ils allaient jouer à Bercy, ils ne voyaient absolument rien dans leur casque et qu'il faisait chaud. Plus loin dans cette interview, Léa Salamé demande à Thomas Bangalter si Daft Punk est réellement fini : il se dit très content d'avoir refermé l'aventure Daft Punk, et il dit également « C'est avec un grand plaisir qu'il se retourne pour voir ce qu'ils ont fait ensemble ».

### Sorties post-séparation (depuis 2022)

#### Les vingt-cinq ans deHomework(2022)
Le 22 février 2022, un an jour pour jour après la séparation du duo, les comptes sur les réseaux sociaux de Daft Punk sont actualisés, allant même jusqu'à créer des comptes Twitter, Instagram et Twitch. La chaîne Twitch diffuse alors le concert donné par le groupe, alors sans ses casques, à Los Angeles le 17 décembre 1997, dans le cadre de la tournée Daftendirektour, ; les images diffusées dans leur intégralité sont alors inédites.
Une version anniversaire (en) de l'album Homework, célébrant les 25 ans de sa sortie, est alors mise en ligne dans la foulée sur les plates-formes d'écoute en ligne avec des remixes inédits des titres initiaux de l'album ; la version vinyle ne sortant que quelques semaines plus tard.

#### Les dix ans deRandom Access Memories(2023)
Le 22 février 2023, une version anniversaire de leur dernier album (en), Random Access Memories, est annoncée pour le 12 mai, à l'occasion des dix ans de sa sortie. Cette compilation reprendra les treize titres de l'album d'origine, auxquels s'ajouteront neuf autres morceaux, dont Horizon (présent dans les versions japonaise et deluxe en 2013), la version de Touch utilisée pour la vidéo Epilogue en 2021 ainsi que des démos et prises de studio. En amont de la sortie, Daft Punk dévoile en avant-première sur sa chaîne YouTube et les principales plateformes de distribution numérique certains titres inédits de cet album anniversaire : The Writing of Fragments of Time, une session de travail en studio avec Todd Edwards pour la future chanson Fragments of Time, le 22 mars ; GLBTM (Studio Outtakes), version initiale de Give Life Back to Music, le 20 avril.
Le 28 septembre, une nouvelle version de Random Access Memories appelée Drumless Edition, où la batterie (drums) et les autres instruments de percussion ont ainsi été retirés des titres originaux, est annoncée pour le 17 novembre. Le jour même de l'annonce, Daft Punk dévoile la version inédite de la chanson Within sur sa chaîne YouTube ainsi que les principales plateformes numériques. Le 9 novembre, la version sans percussions de Motherboard est mise en ligne.

#### Ressortie deInterstella 5555(2024)
Le 22 février 2024, journée désormais appelée Daft Punk Day (ou Daft Day),, Daft Punk diffuse sur sa chaîne Twitch le film Interstella 5555. Le long métrage est par la suite projeté en version 4K remasterisée à l'UGC Normandie à Paris le 3 juin, au festival Tribeca à New York le 14 juin et au United Theater sur Broadway à Los Angeles le 30 septembre,,.
Le 30 octobre, le groupe annonce que la nouvelle version du film sera diffusée dans les cinémas du monde entier pour une seule soirée, le 12 décembre ; la projection du long métrage est d'ailleurs suivie des clips de Da Funk, Around the World, Burnin', Revolution 909, Fresh et Infinity Repeating,. Une réédition de l'album Discovery (édition Interstella 5555) est également commercialisée pour l'occasion, avec une version en vinyle doré, limitée à 5 555 exemplaires. Ces versions CD et vinyle contiennent également de nouvelles cartes de membres Daft Club ; le site est justement remis en ligne au lendemain de la projection mondiale du film.
Le duo est de plus présent dans le film d'animation Piece by Piece retraçant la vie de Pharell Williams sous forme de Lego, sorti le 11 octobre aux États-Unis et le 20 novembre en France ,.
Par ailleurs, la participation de Daft Punk à la cérémonie d'ouverture ou de clôture des Jeux olympiques de 2024 à Paris est un temps évoquée, avant d'être successivement démentie par Thomas Jolly (directeur artistique des cérémonies d'ouvertures et de clôtures de Paris 2024), Tony Estanguet (président du comité d'organisation des Jeux) et Victor Le Masne (directeur musical des cérémonies). Les discussions avec le duo ont été confirmées mais n'ont pas eu de suite, le groupe n'existant plus officiellement. Thomas Bangalter et Guy-Manuel de Homem-Christo donnent cependant leur accord pour utiliser notamment One More Time à la fin de la cérémonie de clôture des Jeux paralympiques
.

#### Les vingt ans deHuman After All(2025)
Le 22 février 2025, Daft Punk met en ligne le clip de la chanson Television Rules the Nation, jusque là non présent sur la chaîne YouTube officielle, en amont des vingt ans de l'album Human After All,. Le groupe communique sur l'anniversaire de ce dernier le 14 mars puis remasterise par la suite les vidéos de Robot Rock, Technologic, The Prime Time of Your Life ainsi que Robot Rock (Maximum Overdrive Mix), en version 4K. Le 23 mai, le duo publie le clip visuel de Make Love.

## Concerts

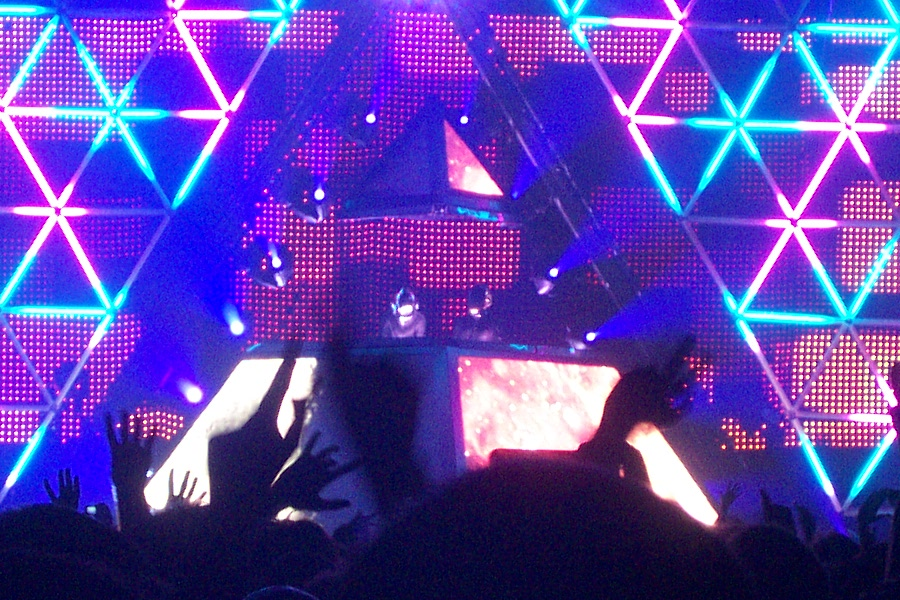
Le duo en concert à Bercy en 2007.

Après la sortie d'Homework, Daft Punk annonce une tournée (en) en Amérique du Nord et en Europe, le Daftendirektour, afin de proumovoir l'album. Il s'agit de la première tournée du groupe, qui dure de février à décembre 1997[réf. nécessaire].

### Tournée en 2006-2007
Début 2006, le groupe annonce qu'il prévoit un certain nombre de spectacles pour l'été. Le 29 avril 2006, Daft Punk donne son premier concert au Coachella Festival aux États-Unis avec des titres mixés par deux ou par trois. Ils reçoivent un excellent accueil du public pour leur première performance américaine depuis 1997. Le show reste une référence des années plus tard : le magazine LA Weekly le classant meilleur concert de tous les temps du festival. Thomas Bangalter déclare alors qu'il y aurait un DVD live de leur récente performance. Par la suite, il souligne ses réticences pour cette réalisation, le duo estimant que les vidéos amateurs en ligne de leurs prestations étaient aussi bien que celles pouvant être réalisées de façon professionnelle. Le 30 juin 2006, ils se produisent au festival des Eurockéennes de Belfort, sur la grande scène, à deux heures et demie du matin. Ils quittent les lieux une heure vingt plus tard, le pouce levé, à destination du public. Dans une interview accordée au Miami Herald, Guy-Manuel de Homem-Christo déclare que leur apparition du 11 novembre au Festival de musique de Bang était leur dernière représentation de 2006, mais qu'ils allaient organiser plusieurs autres spectacles à l'avenir. Le groupe précise plus tard une date de représentation au Palais omnisports de Paris-Bercy pour juin 2007. Ils avancent aussi des dates pour le RockNess Festival et le Wireless Festival en juin également,, en juillet pour le Oxegen Festival et en août pour le Lollapalooza. Daft Punk annonce ensuite une tournée mondiale appelée Alive 2007.
Daft Punk joue au Festival RockNess sur les bords du Loch Ness, en Écosse le 10 juin 2007, en ouverture dans un pavillon de toile dont la capacité atteint 10 000 personnes. Au grand mécontentement de la foule, le spectacle est retardé, mais l'arrivée du groupe calme l'assistance. En raison de la masse de spectateurs, certaines parties du pavillon sont retirées pour permettre à des milliers d'autres personnes de les voir depuis l'extérieur. Le 16 juin 2007, Daft Punk ouvre la troisième journée de l'O2 Wireless Festival. The Times a décrit le set comme un « spectacle sensoriel mémorable, à la fois éblouissant et assourdissant ». This is London a déclaré que c'était « un set d'euphorie electro acharnée presque sans faille ».
Daft Punk ferme la scène 2 (de NME) au festival Oxegen le 8 juillet 2007. Leur set est précédé d'une projection de la bande-annonce de leur film Daft Punk's Electroma. Le magazine NME rapporte que leur performance était « robotique et spectaculaire ». Shouthmouth la décrit comme « typiquement triomphante ». Quatre jours plus tard, le duo joue au Traffic Torino Free Festival à Parco della Pellerina à Turin, en Italie. Le duo est aussi l'attraction de la scène de AT&T le 3 août 2007, la première nuit du festival de Lollapalooza à Chicago. Ce concert leur vaut notamment les louanges de Pitchfork. Le 9 août, ils jouent à KeySpan Park à Brooklyn, à New York. Daft Punk compose par ailleurs la musique du défilé Louis Vuitton printemps/été 2008, organisé le 7 octobre 2007. Le 27 octobre, ils participent au festival Vegoose à Las Vegas. Ils y apparaissent avec des groupes tels que Rage Against the Machine, Muse et Queens of the Stone Age. À la fin du mois, Daft Punk joue dans la ville de Mexico. Le groupe a aussi joué le 2 novembre 2007 à l'Arena Monterrey à Monterrey au Mexique et à Guadalajara. Modular Records annonce que le groupe apparaîtra en Australie en décembre 2007 pour un événement appelé Never Ever Land. L'annonce a mis fin à des années de spéculation pendant lesquelles des rumeurs disaient que le groupe se rendrait en Australie pour y faire une série de performances live. Ils sont régulièrement assistés de Kavinsky et SebastiAn au cours de leurs prestations, les apparitions de ces derniers artistes ayant été annoncées comme des extensions de la tournée Alive 2007.
Une interview de Triple J avec Busy P révèle que l'apparition de Daft Punk à Sydney le 22 décembre sera la dernière pour 2007 et la dernière à inclure la pyramide lumineuse. Les tickets pour la tournée australienne ne se sont jamais aussi vite vendus. Le duo participe aussi à un webchat sur internet organisé par EMI, dans lequel Daft Punk déclare qu'il ne fera pas de tournée en 2008 et qu'il se concentrera plutôt sur de nouveaux projets. Lors des Grammy Awards de 2008, Daft Punk fait son premier live à la télévision en accompagnant Kanye West pour interpréter Stronger le 10 février 2008, au Staples Center de Los Angeles. Pour son apparition, il utilise des contrôleurs Lemur Input Device. L'épouse de Thomas Bangalter, Élodie Bouchez, a assisté à l'événement.

### Apparitions sur scène après 2007
Lors du final de la tournée américaine de Phoenix le 20 octobre 2010 au Madison Square Garden de New York, le groupe fait une apparition remarquée en fin de concert : alors que Phoenix vient de terminer If I Ever Feel Better, Daft Punk apparaît et réalise un duo surprise avec le groupe : If I Ever Feel Better vs. Harder Better Faster Stronger/Around the World, suivi de Together/Human After All ; puis viennent les fameuses notes tirées de Rencontres du troisième type qui annoncent une version spéciale de 1901 pour terminer le concert[réf. nécessaire].
En janvier 2014, lors de la 56e cérémonie des Grammy Awards, Daft Punk se produit sur scène avec Nile Rodgers, Stevie Wonder, Pharrell Williams et les musiciens qui ont collaboré sur l'album Random Access Memories. Ils interprètent le titre Get Lucky en incluant des éléments mélodiques des chansons Le Freak de Chic et Another Star de Stevie Wonder.

## Honneur
| Année | Position |
| ----- | -------- |
| 2007  | 71e      |
| 2008  | 38e      |
| 2009  | 33e      |
| 2010  | 44e      |
| 2011  | 28e      |
| 2012  | 44e,     |
| 2013  | 22e      |
| 2014  | 43e      |
| 2015  | 69e      |
| 2016  | 72e      |

Le groupe remporte deux Grammy Awards en 2009 à la suite de la sortie de Alive 2007, puis cinq Grammy Awards en 2014 à la suite de la sortie de Random Access Memories.
En 2010, le groupe est fait chevalier dans l'ordre des Arts et des Lettres.
Lors du défilé militaire du 14 juillet 2017, une fanfare interarmées de l'armée française entonne un medley des tubes du groupe devant les chefs d'État Emmanuel Macron et Donald Trump.
Le phénomène Daft Punk touche une si large population de tout horizon qu'une espèce de l'ordre Rhabdocoela a été dénommée Baicalellia daftpunka, (un ver plat) par des biologistes, faisant référence au déguisement du duo. Il s'agit d'un ver plat dont la particularité est de détenir au bout de son pénis une morphologie ressemblant fortement au casque du duo.

## Membres
- Thomas Bangalter : claviers, vocoder, guitare, samples, talkbox, arrangements
- Guy-Manuel de Homem-Christo : claviers, vocoder, basse, percussions, programmation, visuel

## Discographie
- 1997 : Homework
- 2001 : Discovery
- 2005 : Human After All
- 2013 : Random Access Memories

## Filmographie

### Œuvres du groupe
- 2000 : DAFT: A Story About Dogs, Androids, Firemen and Tomatoes, film montrant les cinq clips de l'album Homework (ceux de Revolution 909, Da Funk, Around the World, Burnin' et Fresh) et incluant leur making-of ainsi qu'une version live de Rollin' and Scratchin' en 1997 ;
- 2003 : Interstella 5555: The Story of the Secret Star System de Kazuhisa Takenouchi, film d'animation utilisant l'intégralité de l'album Discovery ;
- 2006 : Daft Punk's Electroma d'eux-mêmes.

### Autres
- 2014 : Eden de Mia Hansen-Løve, joués par Vincent Lacoste (Thomas Bangalter) et Arnaud Azoulay (Guy-Manuel de Homem-Christo) ;
- 2015 : Daft Punk Unchained d'Hervé Martin-Delpierre, diffusé sur Canal+ puis sorti en DVD et Blu-ray en novembre 2015 ;
- 2024 : Piece by Piece de Morgan Neville, sous forme de Lego.